# Александер Клуге
Александер Клуге (на немски: Alexander Kluge) е германски белетрист, есеист, кинодраматург и режисьор.

## Биография
Роден е на 14 февруари 1932 г. в Халберщат в семейството на лекар. Следва право, история и църковна музика в Марбург и Франкфурт на Майн, където слуша лекции при Теодор Адорно, а в Мюнхен защитава дисертация и става доктор по право (1956). Отначало работи като адвокат, а после добива известност като кинорежисьор и става професор в Висшето училище по пластично оформление в Улм.

## Литературно творчество
Литературно име Александер Клуге си създава с прозаичния сборник „Животоописания“ (1962), в който с документална точност разказва за девет личности, свои съвременници, които живеят във Федералната република и разпространяват стария нацистки морал. В книгата си „Описание на една битка“ (1964) писателят съчетава различни документи, писма и интервюта с войници от Втората световна война, за да очертае чрез примера на Сталинградската битка вината на германския милитаризъм.
Публикува също сборника с разкази „Списък на присъстващите при едно погребение“ (1967), новелата „Учебни процеси със смъртен изход“ (1973), двутомното издание „Хроника на чувствата“ (2000), събраните си прозаични творби „Празнината, която дяволът оставя“ (2003) и нови разкази под заглавие „Врата до врата с един друг живот“ (2006).
Александер Клуге е член на литературното сдружение „Група 47“, на ПЕН клуба на ФРГ, от 1972 г. на Академията на изкуствата на Берлин-Бранденбург, от 1982 г. на Немската академия за език и литература в Дармщат и от 1994 г. на Баварската академия за изящни изкуства.

## Награди и отличия
- 1964: Förderpreis (Literatur) des Berliner Kunstpreises
- 1966: Bayerischer Kunstförderpreis (Sparte Literatur)
- 1966: „Сребърен лъв“ на Филмовия фестивал във Венеция за Abschied von Gestern
- 1967: 2× Filmband in Gold (Produktion, Regie) für Abschied von Gestern
- 1967: Bambi
- 1968: „Златен лъв“ на Филмовия фестивал във Венеция за Die Artisten in der Zirkuskuppel: Ratlos
- 1969: Filmband in Gold für Die Artisten in der Zirkuskuppel: Ratlos
- 1975: Filmband in Gold (Musikdramaturgie) für In Gefahr und größter Not bringt der Mittelweg den Tod
- 1976: Наградата на ФИПРЕСИ за Der starke Ferdinand (Международен кинофестивал в Кан 1976)
- 1978: Filmband in Gold (Konzeption) für Deutschland im Herbst im Team
- 1979: „Бременска литературна награда“
- 1979: „Награда Фонтане“ на град Берлин
- 1979: Filmband in Silber für Die Patriotin
- 1982: Filmband in Gold für die Unterzeichner des Oberhausener Manifestes
- 1983: Наградата на ФИПРЕСИ на Филмовия фестивал във Венеция за Die Macht der Gefühle
- 1985: „Награда Клайст“
- 1986: „Мюнхенска почетна културна награда“
- 1989: „Награда Лесинг“ на град Хамбург
- 1993: „Награда Хайнрих Бьол“
- 1996: „Награда Рикарда Хух“
- 1990: Adolf-Grimme-Preis mit Silber für Geld: Die letzten Tage der Krise – Interview mit Graf Galen
- 1992: Adolf-Grimme-Preis mit Gold für 10 vor 11: Das Goldene Vlies
- 2001: „Възпоменателна награда Шилер“ на провинция Баден-Вюртемберг
- 2001: „Бременска литературна награда“ für Chronik der Gefühle
- 2001: Hanns-Joachim-Friedrichs-Preis
- 2002: „Награда Лесинг за критика“
- 2003: „Награда Георг Бюхнер“
- 2006: Филмова награда на град Хоф (Internationale Hofer Filmtage)
- 2007: Голям Федерален орден за заслуги
- 2008: Deutscher Filmpreis (Ehrenpreis)
- 2008: Bruno-Kreisky-Preis für das politische Buch, mit Oskar Negt
- 2009: „Награда Теодор Адорно“
- 2010: Deutscher Hörbuchpreis in der Kategorie Beste Fiktion für Chronik der Gefühle
- 2010: Adolf-Grimme-Preis, Besondere Ehrung des Deutschen Volkshochschul-Verbandes für Verdienste um die Entwicklung des Fernsehens
- 2010: Stern auf dem Boulevard der Stars in Berlin
- 2014: Награда Хайнрих Хайне на град Дюселдорф[1]
- 2016: Журналист на годината в категория Цялостно творчество, Medium Magazin[2]
- 2017: Почетен гражданин на град Халберщат
- 2017: „Награда Жан Паул“ за цялостно литературно творчество